# NGC 457
NGC 457 es un cúmulo abierto en la constelación de Casiopea. Se estima que se halla a unos 9000 años luz de la Tierra. Su magnitud aparente es +6,4, siendo uno de los cúmulos abiertos más brillantes que no están incluidos en el Catálogo Messier. En astronomía amateur es conocido como el Cúmulo del Búho o el Cúmulo de ET, este último por su parecido con la película homónima.
Contiene unas 80 estrellas, siendo las estrellas dominantes φ Cassiopeiae y HD 7902, aunque probablemente ambas estrellas no sean miembros del cúmulo y estén delante de él. Es un cúmulo joven, con una edad estimada de 20 millones de años.
Fue descubierto por el astrónomo William Herschel en 1787.